# Zur Katze (Bad Kösen)

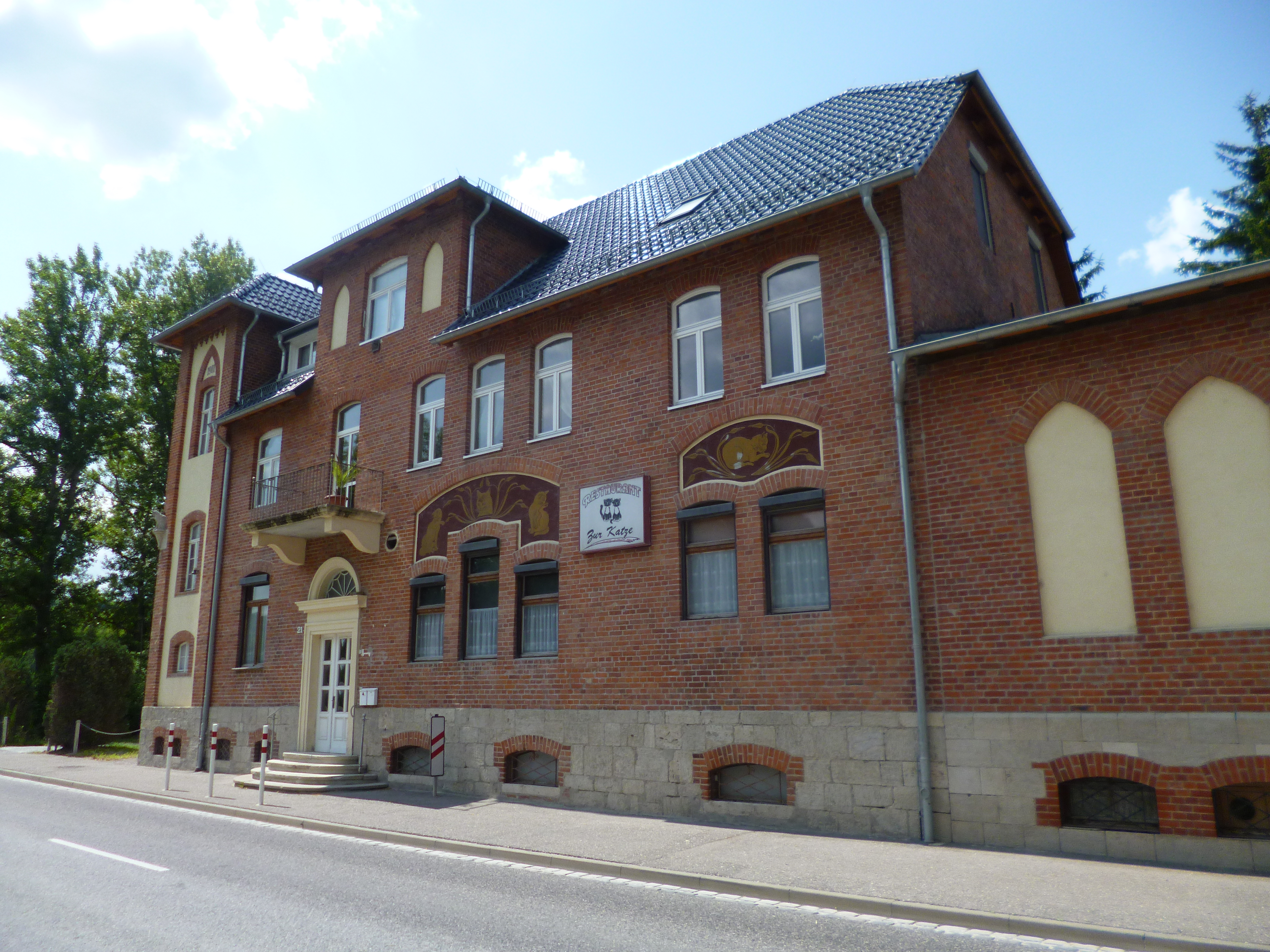
Ehem. Gasthaus Zur Katze

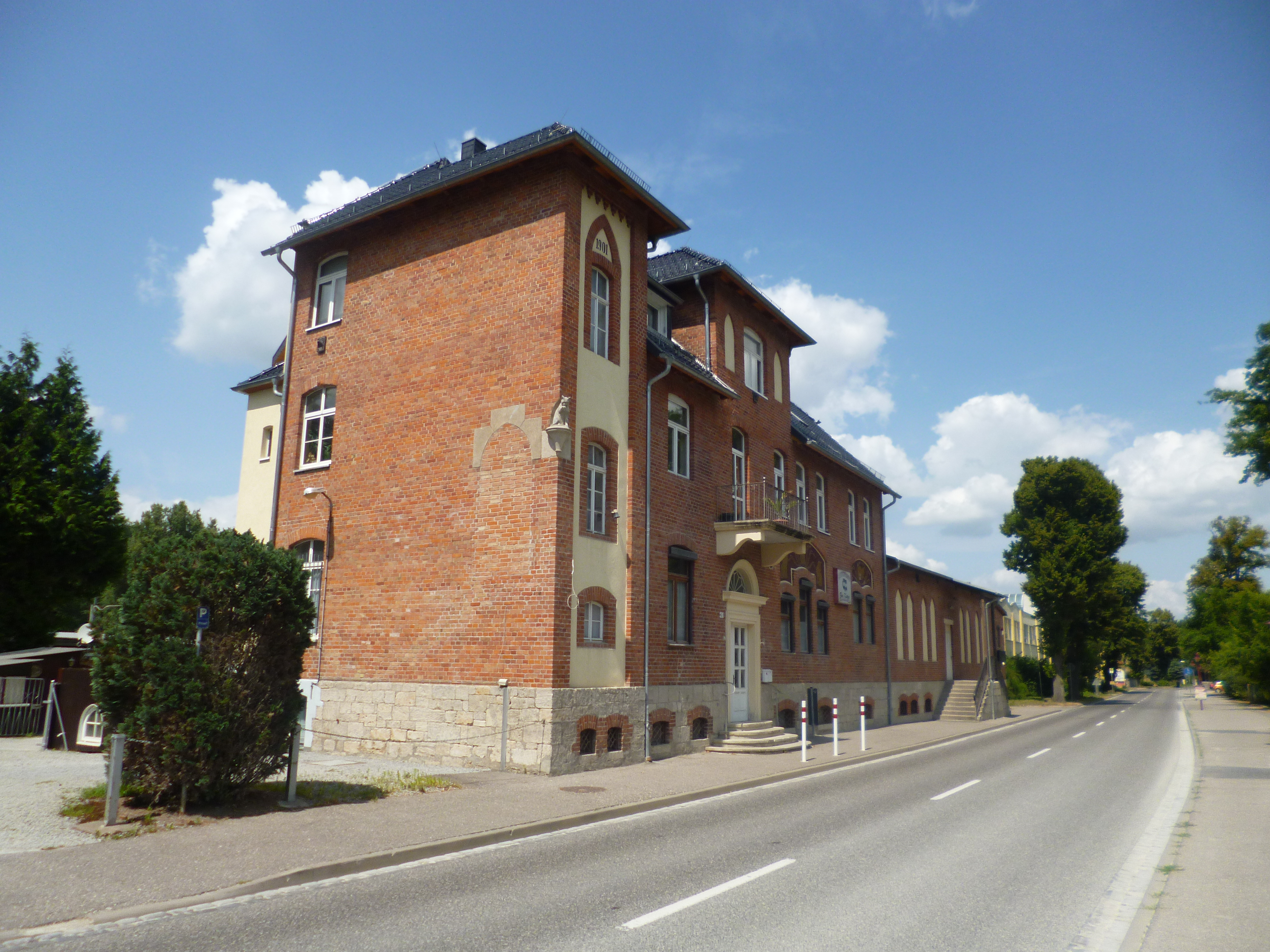
Ansicht von Süden

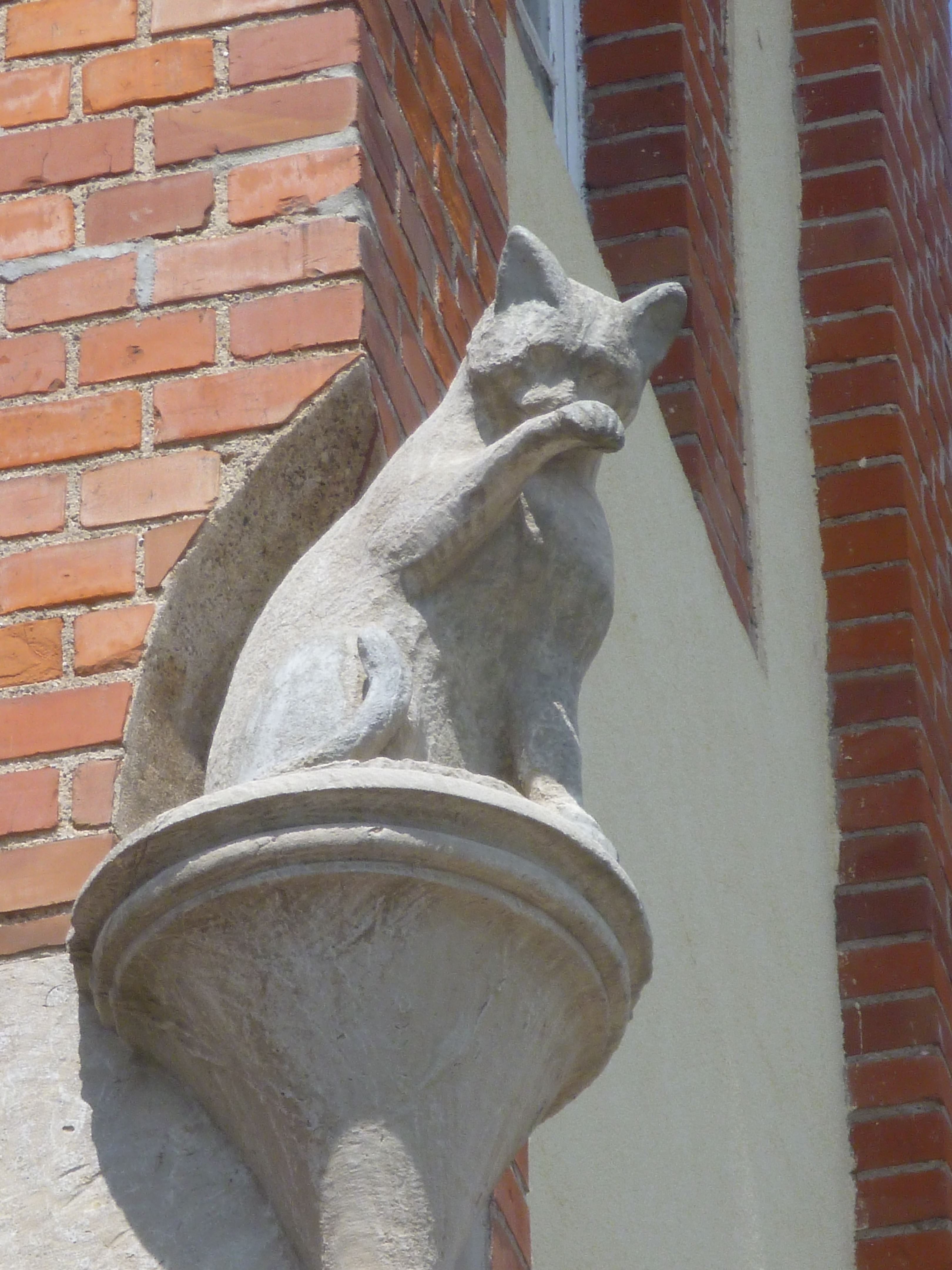
Baudekoration/Detail

Die Gastwirtschaft Zur Katze ist ein historisches Gasthaus im Stadtteil Bad Kösen der Stadt Naumburg (Saale). Das zwei- bis dreigeschossige Backsteingebäude im Stil des Historismus mit Jugendstilelementen liegt an der Rudelsburgpromenade unweit des Bahnübergangs über die Thüringer Bahn.

## Geschichte
Schon im 18. Jahrhundert wurde am linken Ufer der Saale eine Feldschenke an der von Kösen nach Lengefeld führenden Straße betrieben. Sie befand sich im Besitz des Ritterguts Kreipitzsch. 1804 wird sie in einem Reskript des Schönbergschen Gerichts unter der Bezeichnung Katze genannt und soll damals „schon längst und seit Menschengedenken bestanden“ haben. Der Name leitet sich vermutlich von dem jenseits der Saale gelegenen Katzenholz am Katerberg ab.
Bei der Katze befand sich früher eine Standseilfähre, die den Übergang über die Saale auf dem Weg zur Rudelsburg ermöglichte. Im 19. Jahrhundert war das Haus ein beliebtes und überregional bekanntes Ausflugslokal, das auch in der Baedeker-Deutschlandausgabe aufgeführt wurde, zeitweilig mit Hotel- bzw. Pensionsbetrieb. Das heutige Hauptgebäude ist inschriftlich auf das Jahr 1901 datiert. Es beherbergt heute ein Transportunternehmen. Im ehemaligen Saalanbau ist eine Diskothek untergebracht.